# Daniel Díez
Daniel „Dani“ Díez de la Faya (* 7. April 1993 in Madrid) ist ein spanischer Basketballspieler. Er spielt auf der Position des Small Forwards.

## Laufbahn
Daniel Díez begann seine Junioren-Laufbahn im Jahre 2005 bei CB Estudiantes. Im Sommer 2009 wechselte der damals 16-Jährige in die Jugendakademie von Real Madrid. Dort durchlief er diverse Nachwuchsteams, bevor er In der Saison 2011/12 in den ersten Kader übernommen wurde, parallel dazu jedoch mit der B-Mannschaft in der EBA, der vierten spanischen Spielklasse spielte. Am 18. Dezember 2011 feierte er in einem Ligaspiel gegen Assignia Manresa sein Debüt in der ersten Division. Im Sommer 2012 wechselte er auf Leihbasis für ein Jahr zum Erstligisten Lagun Aro GBC um Spielpraxis zu sammeln. Zur Saison 2013/14 kehrte er zu Real Madrid zurück. Bei den Hauptstädtern gewann er den Supercup sowie den nationalen Pokal, in der Euroleague scheiterte er mit seiner Mannschaft erst im Endspiel. Zur Saison 2014/15 wurde er erneut an Lagun Aro GBC ausgeliehen. Díez wurde im NBA-Draft 2015 an 54. Position von den Utah Jazz ausgewählt. Seine Draftrechte wurde jedoch kurz darauf zu den Portland Trail Blazers weitertransferiert.

### Nationalmannschaft
Daniel Díez gewann mit Spaniens U-16-Nationalteam die Europameisterschaft 2009. Ein Jahr darauf war er Teil des Aufgebots für die U-17-WM in Hamburg, belegte mit seinem Land jedoch nur den 10. Endrang. Im Sommer 2011 gewann er mit Spanien die Goldmedaille bei der U-18-Europameisterschaft in Breslau, brachte es auf durchschnittlich 12,2 Punkte und 10,4 Rebounds pro Spiel und wurde ins All-Tournament Team gewählt. Bei der U-20-EM 2012 erreichte er mit seinem Land die Bronzemedaille und wurde erneut für seine individuellen Leistungen (14,3 Punkte; 5,8 Rebounds) ins Team des Turniers gewählt. Ein Jahr später bestritt er zum zweiten Mal die U-20-Europameisterschaft. Die Spanier beendeten das Turnier erneut auf dem dritten Platz, Dani Díez war mit 18,7 Punkten pro Spiel Topscorer des Turniers und wurde abermals ins All-Tournament Team gewählt.
Am 12. August 2014 feierte Dani Díez in einem Testspiel gegen die Türkei sein Debüt in der A-Nationalmannschaft.

## Erfolge und Ehrungen
Real Madrid
- Spanischer Supercup: 2013
- Spanischer Pokal: 2013/14

Nationalmannschaft
- U-20-Europameisterschaft 2013: Bronze
- U-20-Europameisterschaft 2012: Bronze
- U-18-Europameisterschaft 2011: Gold
- U-16-Europameisterschaft 2009: Gold

Ehrungen
- Topscorer uns Wahl ins All-Tournament Team der U-20-Europameisterschaft 2013
- Wahl ins All-Tournament Team der U-20-Europameisterschaft 2012
- Wahl ins All-Tournament Team der U-18-Europameisterschaft 2011